# چای قندپهلو
چای قندپهلو یک مجموعه تلویزیونی محصول سال ۱۳۷۹–۱۳۸۰ به کارگردانی ناصر هاشمی،  می‌باشد که از شبکه دو پخش شد.

## بازیگران
- شمسی فضل‌الهی
- سروش خلیلی
- سعید پیردوست
- مریم امیرجلالی
- آرش رصافی
- رضا بنفشه‌خواه
- سیما تیرانداز
- شبنم مقدمی[۱]
- احمد علامه‌دهر
- افسانه خلیلی
- بدری شعبانی
- حسین یکتا
- روح‌الله مفیدی
- زویا امامی
- ساحره متین
- سوسن غبارکار
- سیمین علامه‌دهر
- شاپور کلهر
- شمسی علی بابایی
- صادق توکلی
- علی گلزاده
- غزل علامه‌دهر
- فاضل فاضلی پارس
- فرج مولایی
- مریم محمدی
- مزدک شاه علیزادگان
- مسیح مهاجری
- مهوش صبرکن
- ناصر هاشمی
- یوسف برزین
- محمد مهدی قاهری[۲]